# 三村敏玄
三村 敏玄（みむら としはる、1990年1月11日 - ）は日本の男子ボート（ローイング）選手。岡山県出身。
関西高等学校卒。日本大学法学部卒。2009年にチェコで開催された世界U23ボート選手権の男子軽量級舵手無しフォアで銀メダルを獲得した。世界U23ボート選手権での日本のメダル獲得は初めてであった。